# Manuel Sarmento Rodrigues
Manuel Maria Sarmento Rodrigues ComC • GOC • GCC • OA • ComA • GCA • ComSE • GCI • GCIH (Freixo de Espada à Cinta, Freixo de Espada à Cinta, 15 de Junho de 1899 — Lisboa, 1 de Agosto de 1979) foi um almirante da Marinha de Guerra Portuguesa, administrador colonial, ministro do Estado Novo e professor.

## Biografia
Filho de um funcionário público, frequentou o Liceu em Bragança e a Universidade de Coimbra, ingressou na Escola Naval, concluindo o curso de Marinha em 1922.
Ingressou em 1923 na "Loja Renascença" da Maçonaria Portuguesa.
Como oficial subalterno, embarcou no NRP República (a bordo do qual acompanhou a viagem aérea de Gago Coutinho e Sacadura Cabral através do Atlântico Sul) e no NRP Liz, foi ajudante-de-campo do governador-geral da Índia e, a bordo do transporte NRP Pero de Alenquer, prestou assistência às vítimas do terramoto de 1926 que naquele ano abalou o Faial. Viajou extensamente pelas colónias portuguesas do Extremo Oriente e África. A 15 de Dezembro de 1932 foi feito Oficial da Ordem Militar de Avis.
Em 1936 fez parte da Missão Hidrográfica das Ilhas Adjacentes, organismo encarregue de fazer o levantamento dos mares dos Açores e Madeira. Paralelamente frequentou a Escola Superior Colonial. A 10 de Abril de 1940 foi elevado a Comendador da Ordem Militar de Avis.
Em 1941 assumiu em Ponta Delgada o comando do contratorpedeiro NRP Lima, cargo que manteve até 1945. A bordo do Lima participou em várias operações de salvamento de navios torpedeados nos mares dos Açores no decurso da Segunda Guerra Mundial. Enquanto comandante do contratorpedeiro Lima e durante um dos salvamentos o seu navio sofreu uma inclinação de 67º. Este feito único na história da navegação está descrito na obra "O Nosso Navio". A 19 de Novembro de 1941 foi feito Comendador da Ordem Militar de Cristo.
Como oficial superior, iniciou uma fase da sua carreira dedicada à administração colonial, sendo Governador da Guiné Portuguesa entre 25 de Abril de 1945 e Janeiro de 1949. Em 1946 foi promovido a Capitão de fragata. A 29 de Abril de 1947 foi feito Comendador da Ordem Militar de Sant'Iago da Espada.
No início da sua governação da Guiné, destaca-se a "Missão de Estudo e Combate à Doença do Sono na Guiné", as "Comemorações do V Centenário da Descoberta da Guiné" e o "Diploma dos Cidadãos" (Diploma Legislativo n.º 1364, de 7 de Outubro de 1946) que reformulou o "Diploma dos Assimilados" (Diploma Legislativo n.º 535, de 8 de Novembro de 1930).
Em 1950 integrou o Governo de António de Oliveira Salazar como Ministro das Colónias (a partir de 1951, Ministro do Ultramar), tendo nessas funções implementado uma vasta reforma da administração colonial portuguesa e visitado o Extremo Oriente, o Sudeste Asiático e a África. A 10 de Dezembro de 1954 foi elevado a Grande-Oficial da Ordem Militar de Cristo, a 15 de Julho de 1955 foi elevado a Grã-Cruz da mesma Ordem e a 12 de Junho de 1957 foi agraciado com a Grã-Cruz da Ordem do Império. Entre 1961 e 1964 foi governador-geral de Moçambique. A 9 de Dezembro de 1961 foi elevado a Grã-Cruz da Ordem Militar de Avis e a 24 de Março de 1962 foi agraciado com a Grã-Cruz da Ordem do Infante D. Henrique. Em sua homenagem, foi criado pela Academia da Marinha o Prémio Almirante Sarmento Rodrigues
Faleceu em Lisboa em 1979, deixando extensa obra sobre assuntos navais, de defesa e de administração colonial.

## Obras publicadas
- Os maometanos no futuro da Guiné Portuguesa, 1948.
- No governo da Guiné : discursos e afirmações, Lisboa : Agência Geral das Colónias, 1949.
- Description de la côte occidentale d'Afrique : (Senegal au Cap de Monte, Archipels) por Valentim Fernandes, tradução do original em latim (1506-1510) ; prefácio de Sarmento Rodrigues. Bissau : [s.n.] , 1951 (Lisboa : Sociedade Industrial de Tipografia)
- Alguns aspectos dos nossos problemas do Ultramar, Porto : Centro de Estudos e Formação Imperial, 1952.
- Aos Portugueses da Índia : alguns discursos proferidos e mensagens enviados pelo Ministro do Ultramar… Sarmento Rodrigues…, Divisão de Publicações e Biblioteca, Agência Geral do Ultramar, Lisboa, 1954.
- Portugal na Índia : discurso proferido na Assembleia Nacional em 1 de março de 1950, Agência Geral do Ultramar, Divisão de Publicações e Biblioteca, Lisboa : [s.n.] , 1954 (Paulino Ferreira, Filhos, imp.)
- João Rodrigues Cabrilho : Achegas para a sua biografia, pelo Visconde de Lagoa. Biografia do citado, com prefácio do Comodoro Sarmento Rodrigues . - Lisboa : Agência Geral do Ultramar : [Paulino Ferreira, Filhos], 1958.
- Evolução recente da política africana, Lisboa : [Sociedade Industrial Gráfica], 1960.
- Nelson's heroic life, Agência Geral do Ultramar, Lisboa, 1962. Sobre o célebre almirante britânico.
- Presença de Moçambique na vida da Nação, Agência Geral do Ultramar, Lisboa, 1964.
- Esperanças e realidades da vida portuguesa : (discursos, conferências, estudos) : 1950-60, Lisboa : Centro de Estudos Históricos Ultramarinos, 1965.
- O Capitão César Maria de Serpa Rosa: inspector-superior chefe da Administração Ultramarina (1899-1968), Lisboa, 1969. Biografia do citado.
- Filipe Gastão de Almeida d'Eça ; apontamentos biográficos., Lisboa, Agência-Geral do Ultramar , 1969.
- Os Ancoradouros das Ilhas dos Açores, Instituto Hidrográfico, Lisboa, 1970.[6]
- O uniforme militar na armada: três séculos de história, por Alberto Cutileiro, com introdução póstuma de Sarmento Rodrigues. 1983.